# Адлі Якан-паша
Адлі Якан-паша (араб. عدلي يكن باشا; 18 січня 1864 — 22 жовтня 1933) — єгипетський політичний діяч, тричі обіймав пост прем'єр-міністра країни. Окрім того займав посади міністра закордонних справ, внутрішніх справ та спікера єгипетського Сенату.

## Особисте життя
Якан був турецького походження.
Він отримав почесне звання KCMG під час Новорічних відзнак 1918.
Він помер у Парижі, Франція. Він був правнуком Мухаммеда Алі-паші.